# 気多若宮神社
気多若宮神社（けたわかみやじんじゃ）は、岐阜県飛騨市（旧吉城郡古川町）にある神社である。通称 杉本さま。

## 祭神
主祭神
- 大国主神

摂末社祭神
- 御井神
- 天照皇大御神
- 広幡八幡大神
- 加須賀大神
- 高田大神

## 歴史
社伝では能登国一宮の気多大社の分霊を勧請奉斎したことに始まるとされる。『日本三代実録』貞観十五年八月二十日条に従五位下の神階を授けられたと見えるが、『延喜式』にその名が見えないため、国史見在社・式外社として扱われる。増島城主の金森可重より、城の鎮守と古川の産土神として崇敬を受けたことで栄えた。明治4年（1872年）に郷社に列格し、明治40年（1907年）に神饌幣帛料供進神社に指定、大正15年（1926年）に県社に昇格した。
日本三大裸祭りの一つに数えられ、国の重要無形民俗文化財である古川祭はこの神社の例祭で、祭当日には起し太鼓がここに奉納される。
2016年（平成28年）公開の新海誠監督のアニメーション映画『君の名は。』の中で、主人公の瀧がもう1人の主人公である三葉を探し求めてこの神社（をモデルとする神社）に立ち寄るシーンがある。